# Wirtualne Muzea Małopolski
Wirtualne Muzea Małopolski – projekt, którego celem jest digitalizacja zbiorów muzealnych, utworzenie Regionalnej Pracowni Digitalizacji oraz portalu prezentującego 700 eksponatów z kolekcji 35 muzeów z terenu Małopolski. WMM to projekt, realizowany przez Departament Rozwoju Gospodarczego Urzędu Marszałkowskiego Województwa Małopolskiego – lidera projektu, w partnerstwie z Małopolskim Instytutem Kultury – partnerem i głównym realizatorem projektu, w porozumieniu z 35 małopolskimi muzeami.

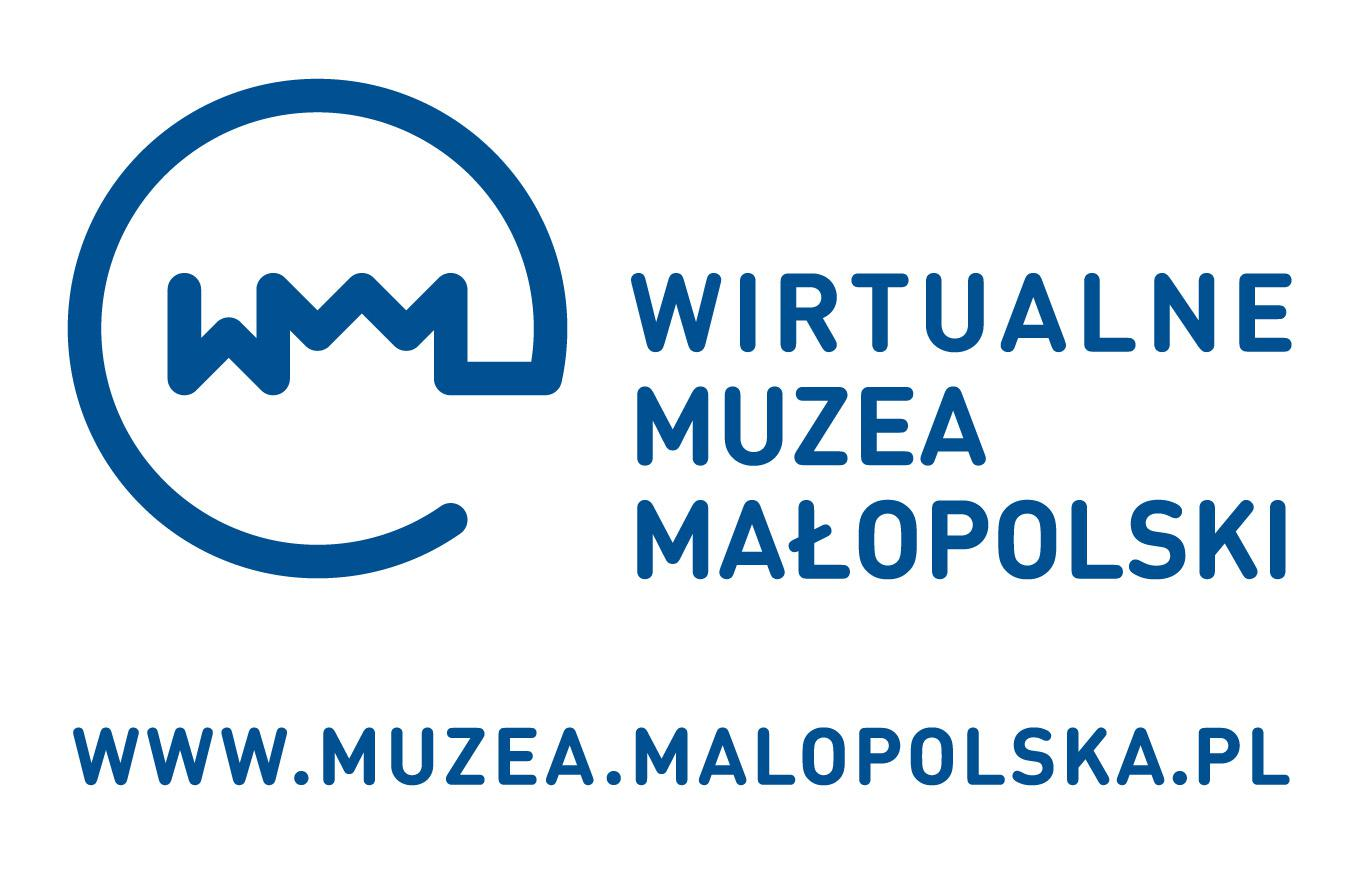
Logo projektu Wirtualne Muzea Małopolski

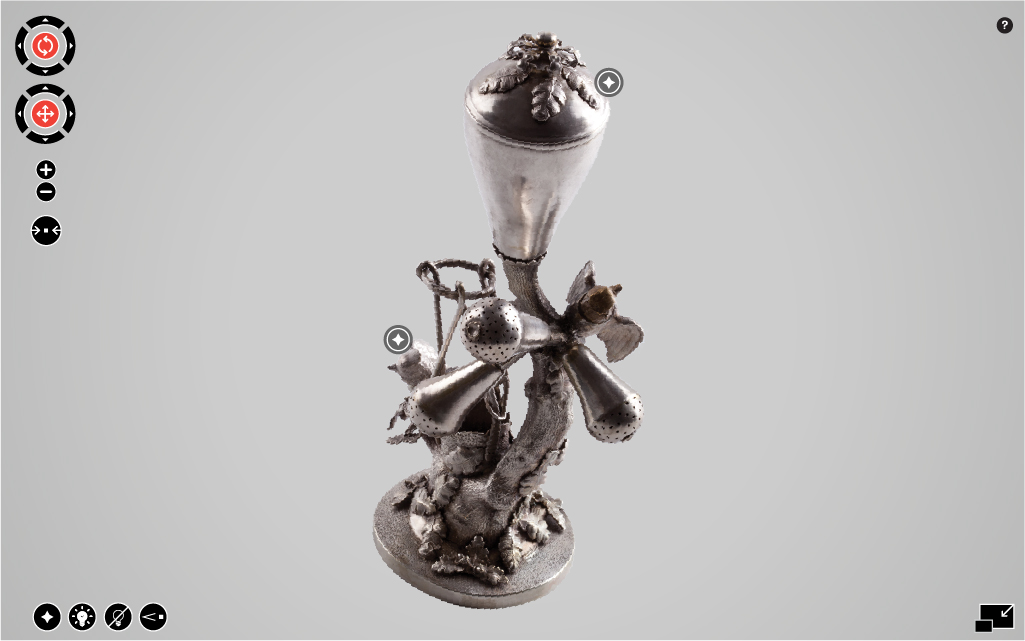
Eksponat prezentowany w trójwymiarze

## Funkcjonalności portalu

### Obiekty
Eksponaty w większości prezentowane są w trójwymiarze, co pozwala na ich dowolne obracanie i przybliżanie celem obejrzenia drobnych elementów. Ponadto portal zawiera kilkadziesiąt prezentacji tematycznych (interpretacji), które ukazują muzealne zbiory w nietypowych kontekstach i niecodziennych powiązaniach. Autorskie prezentacje zostały przygotowane przez ekspertów i specjalistów z różnych dziedzin.

### Małopolska w 100 obiektach
Małopolska w 100 obiektach to prezentacja wybranych eksponatów z małopolskich muzeów w formie nagrań dźwiękowych – rozmów ze specjalistami, znawcami, pasjonatami, którzy, odpowiadając na pytania – co dany obiekt mówi o Małopolsce? Dlaczego jest ważny dla współczesnego odbiorcy? – opowiadają o wybranych eksponatach lub ich grupach.

### Funkcje portalu

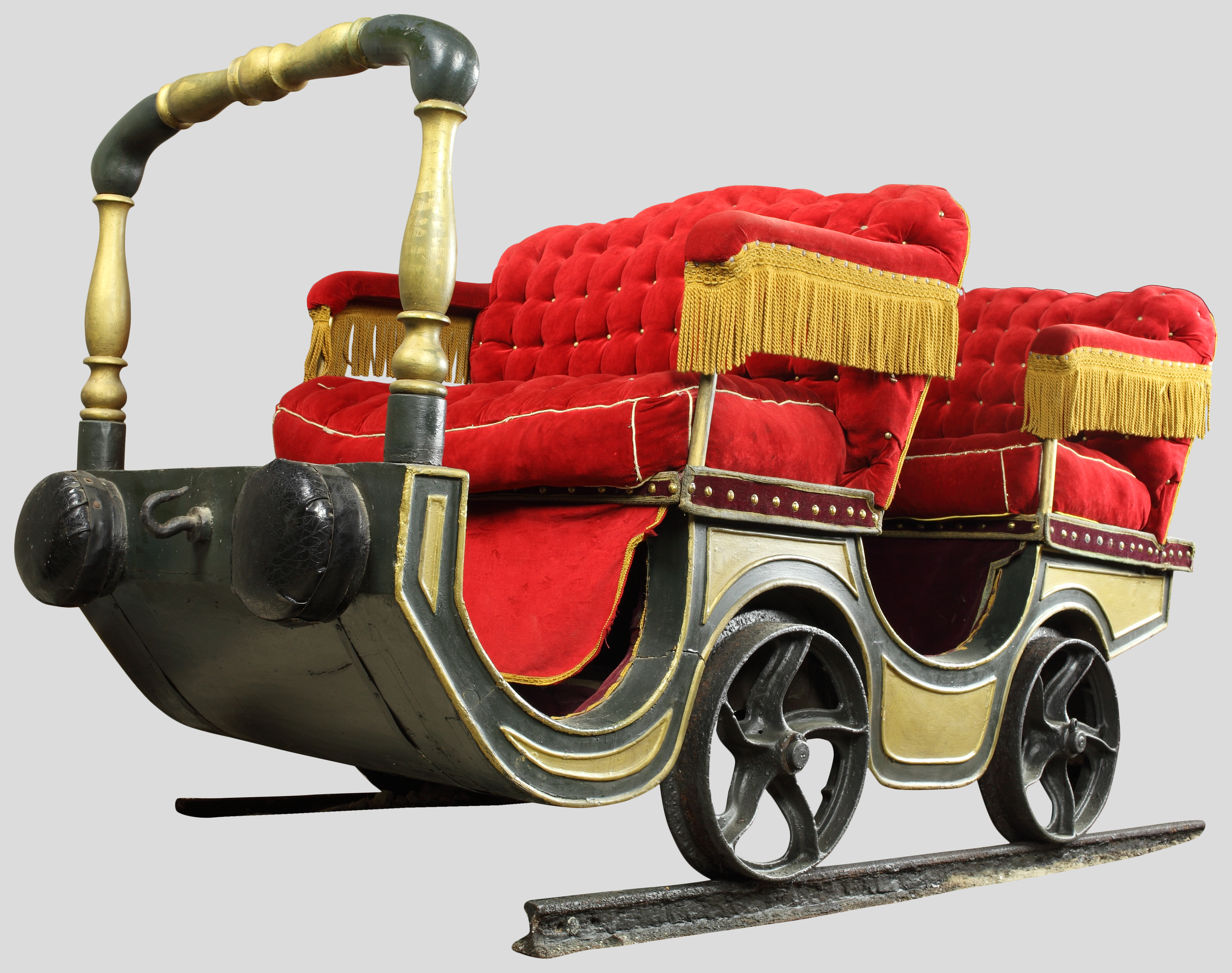
Kolejka turystyczna z kopalni w Wieliczce, obiekt zdigitalizowany w projekcie Wirtualne Muzea Małopolski

W dziale „Ćwiczenia” na portalu WMM znajdują się filmy instruktażowe, które prezentują wskazówki do samodzielnego stworzenia przedmiotów służących zabawie i nauce oraz video prelekcje inspirujące do poszukiwania nowych sposobów spędzania wolnego czasu.
Portal posiada również funkcje o charakterze społecznościowym. Witryna oferuje każdemu użytkownikowi możliwość stworzenia własnego konta, dzięki któremu zwiedzający Wirtualne Muzea Małopolski mogą tworzyć swoje autorskie kolekcje eksponatów ze zdigitalizowanych zasobów, zapisywać historię swoich wirtualnych wycieczek powiązanych z fabularną grą, korzystać z możliwości komentowania i dodawania wpisów na forum.
Projekt jest współfinansowany ze środków Europejskiego Funduszu Rozwoju Regionalnego w ramach Małopolskiego Regionalnego Programu Operacyjnego na lata 2007–2013 oraz budżetu Województwa Małopolskiego.
Portal „Wirtualne Muzea Małopolski” został zrezlizowany w oparciu o technologię wykonawcy Comarch S.A. we współpracy z podwykonawcą MobileMS.